# Sochonie
Sochonie – wieś w Polsce położona w województwie podlaskim, w powiecie białostockim, w gminie Wasilków. 
W latach 1919–1954 w granicach miasta Wasilkowa.
W latach 1975–1998 miejscowość administracyjnie należała do województwa białostockiego. 
Do Sochoń kursują autobusy Białostockiej Komunikacji Miejskiej.
Wierni kościoła rzymskokatolickiego należą do parafii Chrystusa Dobrego Pasterza w Jurowcach.